# Ryszard Sadaj
Ryszard Sadaj (ur. 26 maja 1949 w Stalowej Woli, zm. 27 września 2024 w Krakowie) – polski powieściopisarz i nowelista, scenarzysta, autor słuchowisk radiowych oraz utworów dla dzieci, związany z Krakowem od 1975.
Pracował jako robotnik w Siarkopolu. W 1972 r. debiutował poetycko. W latach 1991–1993 był redaktorem naczelnym miesięcznika literackiego „Lektura”. W latach 1992–1993 był prezesem Krakowskiego Oddziału Związku Literatów Polskich. Publikował na łamach „Akcentu”, „Gazety Krakowskiej”, „Kultury”, „Literatury”, „Pisma Literacko-Artystycznego”, „Po prostu”, „Przeglądu Literackiego”, „Tak i Nie”, „Tygodnika Literackiego”, „Wieści”, „Życia Literackiego”.
W 1986 r. otrzymał Nagrodę im. S. Piętaka oraz III Nagrodę na Festiwalu Polskich Sztuk Współczesnych. W 1989 r. otrzymał Nagrodę Miasta Krakowa. W 2000 r. za powieść Ławka pod kasztanem otrzymał Nagrodę Krakowska Książka Miesiąca.
Był jednym z ostatnich pisarzy mieszkających w dawnym krakowskim Domu Pisarzy przy ul. Krupniczej 22.

## Publikacje książkowe
- Na polanie, Wydawnictwo Literackie 1976
- Zaklęcia, Wydawnictwo Literackie 1978
- Prowincjusz, Wydawnictwo Literackie 1979
- Galicjada, Wydawnictwo Literackie 1984, 1986
- Mały człowiek, Wydawnictwo Literackie 1989
- Kraina niedźwiedzia, Glob 1989
- Telefon do Stalina, Wamex 1992
- Kto był kim w Galicji, Miniatura 1993
- Ławka pod kasztanem, Znak 2000
- Terapia Pauliny P., Wydawnictwo Literackie 2004
- Brzytwa Niecikowskiego, Prószyński i S-ka 2004
- " Przypadki Marka M.", Skrzat 2010
- " Bar na końcu światła", Skrzat 2010